# Chalcidica
Chalcidica is een geslacht van vlinders uit de familie van de Houtboorders (Cossidae). De wetenschappelijke naam is voor het eerst gepubliceerd in 1820 door Jacob Hübner.
De soorten van dit geslacht komen voor in Zuid- en Zuidoost-Azië.

## Soorten
- Chalcidica maculescens Yakovlev, 2011
- Chalcidica mineus (Cramer, 1777)
- Chalcidica pallescens Roepke, 1955